# Kułagier Pietropawłowsk
Kułagier Pietropawłowsk (ros. Кулагер Петропавловск) – kazachski klub hokejowy z siedzibą w Pietropawłowsku.

## Historia
Klub powstał w maju 2015, a jego inicjatorem był akim obwodu północnokazachstańskiego Erik Sułtanow. Klub miał był następcą klubu Arystan Temyrtau.
Od czerwca 2021 do marca 2022 głównym trenerem drużyny był Aleksandrs Beļavskis.

## Sukcesy
- Brązowy medal mistrzostw Kazachstanu: 2016, 2019
- Puchar Kazachstanu: 2016, 2017